# Quiff

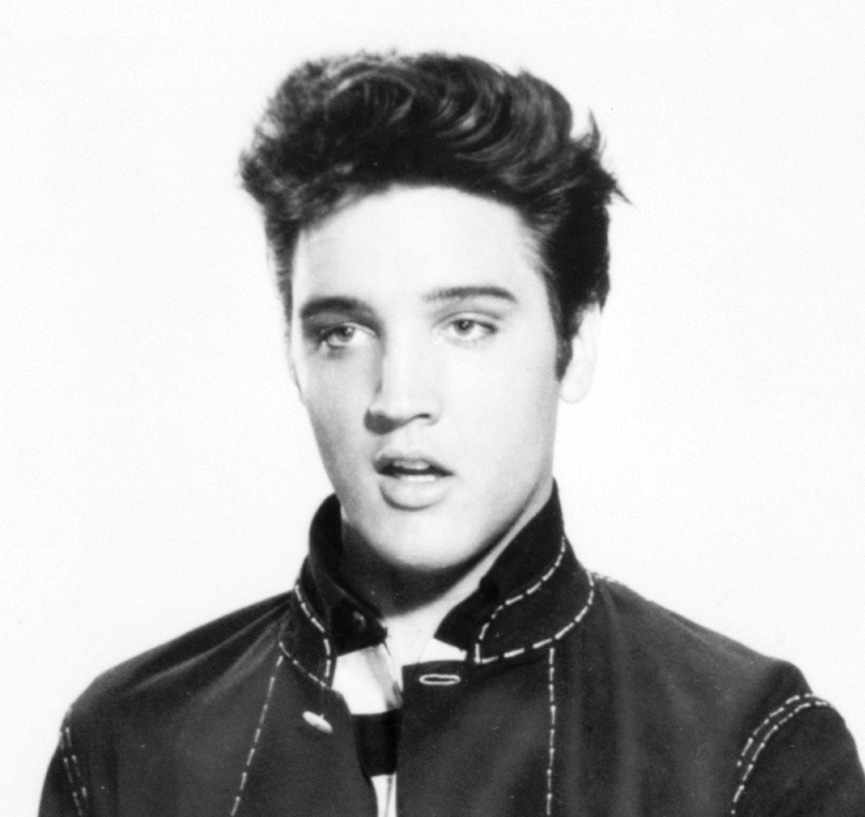
Elvis cu o coafură Quiff

## Scurt istoric
Quiff este un tip de coafură care a avut momentul de splendoare în anii 1950, folosit bărbați căt și de femei, în general asociat cu stilul de muzică Rockabilly.
Acest tip de coafură combină coafura pompadour din anii '50 cu stilul flattop, uneori cu accente de mohawk. Originea cuvântului este relativ incertă, însă poate proveni din cuvântul francez "coiffe". Acest stil de aranjarea a părului a stat la baza mișcării culturale Teddy Boy din Marea Britanie, care a devenit popular din nou în anii '80, odată cu apariția stilului muzical psychobilly.
În cultura Rockabilly, Quiff-ul este considerat ca un simbol și un stil de viață, asociindu-se cu muzica Rock and Roll
Elvis Presley a fost unul dintre inovatorii respectivei culturi, începând cariera lui muzicală având o coafură quiff și cântând rockabilly.
La sfârșitul anilor '90, tipul de coafura quiff a reînviat prin stilul french crop (un stil modern al tunsorii quiff), care continuă să fie folosit și în prezent.
În cultura contemporană japoneză, stilul corespondent tunosorii quiff poartă denumirea de punch perm, stil preferat printre Yakuza (Mafia) și Bōsōzoku (gaștile de motocicliști). 

## Tutorial
Quiff constă în tăierea părului foarte scurt la tâmple, puțin mai lung pe laterale și partea superioara din spate, lăsând mult mai larg partea superioară și frontalul. În acest fel cu ajutorul fixativului se menține bretonul ridicat și pieptănat în spate. 